# Cress Williams
Cress Williams (* 26. července 1970 Heidelberg, Německo) je americký herec.
V televizi hraje od první poloviny 90. let 20. století. V letech 1993–1994 působil ve vedlejší roli v seriálu Beverly Hills 90210, v letech 1993–1998 se objevoval v sitcomu Living Single a roku 1994 si také zahrál v seriálu Star Trek: Stanice Deep Space Nine (Talak'talan v epizodě „Jem'Hadarové“). Ve významnějších rolích se dále představil také např. v seriálech Leaving L.A. (1997), Pohotovost (1998–2008), Detektiv Nash Bridges (2000–2001), Providence (2001–2002), Veronica Mars (2005–2006), Zločiny ze sousedství (2006–2007), Chirurgové (2006–2008), Útěk z vězení (2008) a Friday Night Lights (2010–2011). V letech 2011–2015 působil v seriálu Doktorka z Dixie, kde ztvárnil starostu Hayese, mezi lety 2018 a 2021 hrál titulní postavu v seriálu Black Lightning. Objevil se také v některých filmech, jako jsou Zkurvená generace (1995), Drsný a drsnější (1996), Anděl smrti (1998), Nepolíbená (1999), Malá černá skříňka (2004), Ball Don't Lie (2008) či In Your Eyes (2014).

## Filmografie

### Film
| Rok  | Název                            | Role                          | Poznámky            |
| ---- | -------------------------------- | ----------------------------- | ------------------- |
| 1995 | Zkurvená generace                | Peanut                        |                     |
| 1996 | Drsný a drsnější                 | Golfer                        |                     |
| 1997 | Pants on Fire                    | Kluk ve snu                   | krátkometrážní film |
| 1998 | Anděl smrti                      | detektiv Joe                  |                     |
| 1999 | Nepolíbená                       | George                        |                     |
| 1999 | The Dogwalker                    | K.C.                          |                     |
| 2001 | Pursuit of Happyness             | Ace                           |                     |
| 2004 | Malá černá skříňka               | Phil                          |                     |
| 2008 | Ball Don't Lie                   | Dante                         |                     |
| 2014 | In Your Eyes                     | Jake                          |                     |
| 2016 | Lowriders                        | detektiv Stallworth           |                     |
| 2018 | The Death of Superman            | John Henry Irons (hlas)       |                     |
| 2019 | The Death and Return of Superman | John Henry Irons/Steel (hlas) |                     |
| 2020 | The Violent Heart                | Lee                           |                     |

### Televize
| Rok       | Název                                     | Role                               | Poznámky                                      |
| --------- | ----------------------------------------- | ---------------------------------- | --------------------------------------------- |
| 1993-1994 | Beverly Hills 90210                       | D'Shawn Hardell                    | 13 dílů                                       |
| 1993-1998 | Living Single                             | Terrence 'Scooter' Williams        | 10 dílů                                       |
| 1994      | Hardball                                  | 'Spotlight' Davis                  | díl: „See Spot Rum“                           |
| 1994      | Star Trek: Stanice Deep Space Nine        | Talak'talan                        | díl: „The Jem'Hadar“                          |
| 1995      | The Watcher                               | —                                  | díl: „Resurrection/Niles and Bob/Harry Stenz“ |
| 1995      | Policie New York                          | Silky                              | 2 díly                                        |
| 1995      | If Not for You                            | Ahmed                              | díl: „Snap!“                                  |
| 1996      | Superman                                  | Baron Sunday                       | díl: „Pozor na Sundayho“                      |
| 1996      | JAG                                       | kapitán Overton                    | díl: „Bratrstvo“                              |
| 1996      | Dunící hrom                               | 'Grey' Toussaint                   | TV film                                       |
| 1996      | Nejtvrdší zápas                           | Kimbrough                          | TV film                                       |
| 1997      | Home Invasion                             | Freemont                           | TV film                                       |
| 1997      | Sex v L.A.                                | Bill Allen                         | TV film                                       |
| 1997      | Leaving L.A.                              | Dudley Adams                       | 6 dílů                                        |
| 1998      | Netvor                                    | vysoký muž                         | TV film                                       |
| 1998      | Detektiv Buddy Faro                       | Jaleel Jermaine                    | díl: „Ain't That a Kick in the Head“          |
| 1998-2008 | Pohotovost                                | strážník Reggie Moore              | 14 dílů                                       |
| 1999      | Becker                                    | Chris Davis                        | díl: „Blind Curve“                            |
| 2000      | Studio sport                              | Steve Sarris                       | díl: „Dana Get Your Gun“                      |
| 2000      | Dobro proti zlu                           | Virgil Grissom                     | díl: „Underworld“                             |
| 2000      | Masquerade                                | —                                  | TV film                                       |
| 2000-2001 | Detektiv Nash Bridges                     | Inspector Antwon Babcock           | 22 dílů                                       |
| 2001      | Philly                                    | Calvin Burney                      | díl: „Loving Sons“                            |
| 2001-2002 | Providence                                | Dr. Sam Magala                     | 8 dílů                                        |
| 2002      | Couples                                   | Marcus                             | TV film                                       |
| 2002      | Nemocnice Presidio                        | Richard Clayton                    | díl: „This Baby's Gonna Fly“                  |
| 2002      | Policejní okrsek                          | Dr. Carson                         | díl: „Drug Money“                             |
| 2003      | Dotek anděla                              | Riley                              | díl: „And a Nightingale Sang“                 |
| 2003      | Watching Ellie                            | Dexter                             | díl: „Buskers“                                |
| 2003      | The Lyon's Den                            | Eddie                              | díl: „Beach House“                            |
| 2004      | Zákon a pořádek: Útvar pro zvláštní oběti | Sam Dufoy                          | díl: „Nedbalost“                              |
| 2004      | Dr. House                                 | nemocniční advokát                 | díl: „Mateřství“                              |
| 2005-2006 | Veronica Mars                             | Nathan Woods                       | 4 díly                                        |
| 2005-2006 | Západní křídlo                            | Lester                             | 2 díly                                        |
| 2006-2007 | Zločiny ze sousedství                     | Ed Williams                        | 20 dílů                                       |
| 2006-2008 | Chirurgové                                | Tucker Jones                       | 7 dílů                                        |
| 2008      | Útěk z vězení                             | Wyatt Matthewson                   | 9 dílů                                        |
| 2009      | Odložené případy                          | Jimmy Clarke                       | díl: „Jurisprudence“                          |
| 2010-2011 | Friday Night Lights                       | Ornette Howard                     | 10 dílů                                       |
| 2011      | Hawthorne                                 |                                    | 2 díly                                        |
| 2011–2015 | Doktorka z Dixie                          | Lavon Hayes                        | 44 dílů                                       |
| 2015      | Code Black                                | Cole Guthrie                       | 6 dílů                                        |
| 2017      | Doubt                                     | A.D.A. Gates                       | díl: „To See, To Tell“                        |
| 2018–2021 | Black Lightning                           | Jefferson Pierce / Black Lightning | hlavní role                                   |
| 2019      | Flash                                     | Jefferson Pierce / Black Lightning | díl: „Crisis on Infinite Earths: Part Three“  |
| 2020      | Legends of Tomorrow                       | Jefferson Pierce / Black Lightning | díl: „Crisis on Infinite Earths: Part Five“   |